# Franz Kröger
Franz Kröger (ur. 11 marca 1937 w Braniewie) – niemiecki etnolog, badacz kultury i języka plemienia Builsa, emerytowany wykładowca Uniwersytetu w Münster.

## Życiorys
Urodził się w Braniewie w Prusach Wschodnich. Studiował etnologię, anglistykę, historię i geografię na uniwersytetach w Münster i Wiedniu. W latach 1972–1974 prowadził wykłady na Uniwersytecie w Cape Coast w Ghanie, wówczas przeprowadził pierwsze badania wśród mieszkańców plemienia Builsa (Bulsa), grupy etnicznej w północno-wschodniej Ghanie. W 1978 obronił doktorat na Uniwersytecie w Münster pt. Übergangsriten der Bulsa (Rytuały przejścia plemienia Bulsy).
Od 1974 wykładał w Instytucie Etnologii w Münster oraz w Gimnazjum im. Aldegrevera w Soest w Westfalii. W 1999 roku zakończył działalność pedagogiczną na poziomie szkoły średniej i zajął się wyłącznie etnologią. Jego badania koncentrują się na religii, kulturze materialnej i języku plemienia Bulsów, wśród którego spędził łącznie ponad 30 lat. Poprzez swoje liczne publikacje w postaci książek, artykułów, reportaży radiowych i telewizyjnych uważany jest za znawcę kultury Bulsów. Jego badania naukowe koncentrują się na regionie północnej Ghany (Bulsa i Koma), tematyka badań obejmuje takie dziedziny jak etnologia, religia, kultura materialna i język miejscowych ludów.
W 1995 roku był doradcą naukowym dwóch produkcji telewizyjnych dla niemieckiego kanału telewizyjnego Südwestfunk. Jedna z nich ("Die Regenmacher" - "The Rain-Makers") dotyczyła ludu Tallensi, który regularnie odwiedza kraj Bulsy przed początkiem pory deszczowej. W Instytucie Etnologii Uniwersytetu w Münster Franz Kröger zgromadził ponadto kolekcję ponad 500 przedmiotów materialnych plemienia Bulsa, które są używane w ich mieszkaniach. W 2005 roku zostały one pokazane na dużej wystawie w Muzeum Przyrodniczym Münster (LWL-Museum für Naturkunde).

## Publikacje książkowe
- Übergangsriten im Wandel. Kindheit, Reife und Heirat bei den Bulsa in Nord-Ghana. Hohenschäftlarn bei München: Klaus Renner Verlag (1978, 440 stron)
- Ancestor Worship among the Bulsa of Northern Ghana. Religious, Social and Economic Aspects. Hohenschäftlarn bei München: Klaus Renner Verlag (1982, 120 stron).
- Buli-English Dictionary. Münster and Hamburg: Lit-Verlag (1992, 584 strony) .
- Materielle Kultur and traditionelles Handwerk bei den Bulsa (Nordghana). 2 volumes, Münster, Hamburg and London: Lit-Verlag (2001, 1141 stron).
- Franz Kröger / Barbara Meier (eds.) Ghana's North. Research on Culture, Religion, and Politics of Societies in Transition. Frankfurt am Main, Berlin, Bruxelles, New York, Oxford, Wien: Peter Lang Verlag (2003, 342 strony).

Prócz tego opublikował wiele artykułów w czasopismach antropologicznych.